# Schizaea attenuata
Schizaea attenuata là một loài dương xỉ trong họ Schizaeaceae. Loài này được Beyrich, Sturm mô tả khoa học đầu tiên năm 1859.
Danh pháp khoa học của loài này chưa được làm sáng tỏ. 